# Friedrich von Brause
Friedrich von Brause († 20. Dezember 1704) war ein königlich-polnischer und kurfürstlich-sächsischer Generalmajor und Kommandant der Festung Königstein.

## Leben
Er stammte aus der pommerschen Adelsfamilie von Brause und trat in den Dienst des König-Kurfürsten August des Starken. 1690 war er Oberstleutnant bei der Leibgarde zu Fuß, er stieg dort zum Oberst auf. Im Jahr 1698 wurde er zum Generalmajor befördert. Am 6. Mai 1702 kam Brause als Kommandant in die Festung Königstein. Er starb dort am 20. Dezember 1704 und wurde dort im Januar 1705 beigesetzt. 
Er hinterließ eine Witwe und mehrere Töchter.
Sein Bruder war der Generalleutnant Sigmund von Brause.